# 矢野平祐
矢野 平祐（やの たいすけ、1983年9月24日 - ）は、日本の舞台俳優。演劇企画ハッピー圏外所属。愛媛県西条市出身。身長173cm、血液型 O型。
桐朋学園大学短期大学部芸術科演劇専攻卒業後、演劇集団円、劇団朋友を経て、演劇企画ハッピー圏外の作品に参加。
現在は、演劇企画ハッピー圏外公演で役者兼プロデューサーとして活動。
ハッピー圏外の劇中より誕生した「劇団光」座長　後藤田文蔵としても活動。
お笑いライブスピンにハッピー圏外メンバーの中川敏伸演じる劇団員中川とのコンビで
「劇団光」として出場。2013年上半期のランキング1位で優勝した。

## TV
- GTO 卒業SP（フジテレビ）
- 新撰組PEACE MAKER（毎日放送 / TBS）

## 映画
- 恋まちものがたり
- 劇場版 仮面ライダーディケイド オールライダー対大ショッカー
- 誘拐犯 - 主演 ※ダマー映画祭出品作品
- ゴスロリ処刑人

## DVD
- 必殺!キャバ嬢

## 客演舞台
- 以蔵の長い一日（2009年、萬スタジオ）
- 闇に咲く華~GOEMON'S SECRET~（2009年、赤坂レッドシアター）
- アマテラス（2008年、全労済ホール スペース・ゼロ）
- 女たちのジハード（2005年、前進座劇場）
- 元禄・馬の物言い（2005年、俳優座劇場）
- ジプシー（2004年、六行会ホール）
- 虹のクロニクル（2004年、シアターサンモール）
- ONとOFFのセレナーデ（2003年、朋友アトリエ）
- 回転木馬（2002年、俳優座劇場）

## 演劇企画ハッピー圏外出演作品
※全作、作・演出：内堀優一
- 今はただ遠くからありふれた歌をー（2006年） - 泉敏明 役
- ニコニコさんが泣いた日（2006年、2010年再演） - 2006年、ライオン 役 / 2010年、塚田 役
- 今、此処より、明るい夜をこえて（2007年）
- 石の音 -キミノコエ-（2007年）
- この道の果て、花の咲く場所（2007年）
- あと少しだけ、このやさしい時間を（2008年）
- 陽だまりのカンバス（2009年） - 似顔絵師 役
- 今、此処より、明るい夜をこえて（2009年）
- 音無村のソラに鐘が鳴る（2011年）
- 落葉の丘に星の花咲く（2011年）
- 思いは願いのうそとなり（2012年5月） - 後藤田文蔵 役
- 砂のカケラを取りに行く（2012年11月） - 後藤田文蔵 役
- 割れて砕けてキラキラ落ちる（2013年5月） - 後藤田文蔵 役
- 君が行く先に光がさすように（2013年11月）
- 宵闇よりも速く駈けて（2014年5月） - 後藤田文蔵 役
- 今はただ遠くからありふれた歌をー（再演）（2014年9月） - 泉敏明 役 ※第26回池袋演劇祭出品作品
- ぼくたちの学校（2014年11月） - 後藤田文蔵 / 博文 役（2役）
- 幕末!天命、投げ売りのクマさん（2015年4月） - 後藤田文三 / 近藤勇 役
- 笛を吹け吹け、双子のフロイライン（2015年9月） ※第27回池袋演劇祭参加作品

## 外部掲載情報
- Edu Toun あしたね　全国6000校85万人が利用するキャリア教育・職業調べサイト